# Natação no Campeonato Mundial de Esportes Aquáticos de 2022 - 4x100 m medley masculino
A prova do revezamento 4x100 metros medley masculino da natação no Campeonato Mundial de Esportes Aquáticos de 2022 ocorreu no dia 25 de junho, em Budapeste, na Hungria.

## Recordes
Antes desta competição, os recordes mundiais e do campeonato nesta prova eram os seguintes:
| Tipo                  | Atleta         | Tempo     | Local  | Data                |
| --------------------- | -------------- | --------- | ------ | ------------------- |
|                       | Estados Unidos | 3m 26s 78 | Tóquio | 1 de agosto de 2021 |
| Recorde do campeonato | Estados Unidos | 3m 27s 28 | Roma   | 2 de agosto de 2009 |

## Medalhistas
| Ouro | Prata | Bronze                                                                                            |
| Itália · Thomas Ceccon · Nicolò Martinenghi · Federico Burdisso · Alessandro Miressi · Piero Codia* · Lorenzo Zazzeri* | Estados Unidos · Ryan Murphy · Nic Fink · Michael Andrew · Ryan Held · Hunter Armstrong* · Trenton Julian* · Brooks Curry* | Reino Unido · Luke Greenbank · James Wilby · James Guy · Tom Dean · Jacob Peters* · Lewis Burras* |

*Participaram apenas das eliminatórias, mas também receberam medalhas.

## Cronograma
Todos os horários são locais (UTC+2). 
| Data        | Hora  | Evento        |
| ----------- | ----- | ------------- |
| 25 de junho | 09:21 | Eliminatórias |
| 25 de junho | 19:20 | Final         |

## Resultados

### Eliminatórias
Esses foram os resultados das eliminatórias. A prova foi realizada no dia 25 de junho com início às 09:21.
| Pos. | Bateria | Raia | Nacionalidade  | Nadadores | Tempo   | Notas |
| ---- | ------- | ---- | -------------- | --- | ------- | ----- |
| 1    | 3       | 4    | Estados Unidos | Hunter Armstrong (53.70) Nic Fink (59.57) Trenton Julian (51.35) Brooks Curry (48.29)                                     | 3:32.91 | Q     |
| 2    | 2       | 6    | França         | Yohann Ndoye Brouard (53.12) Antoine Viquerat (1:00.42) Léon Marchand (52.09) Maxime Grousset (47.35)                     | 3:32.98 | Q     |
| 3    | 3       | 5    | Itália         | Thomas Ceccon (53.87) Nicolò Martinenghi (59.50) Piero Codia (51.71) Lorenzo Zazzeri (47.94)                              | 3:33.02 | Q     |
| 4    | 2       | 5    | Austrália      | Mitchell Larkin (54.02) Zac Stubblety-Cook (1:00.18) Matthew Temple (51.20) Jack Cartwright (47.80)                       | 3:33.20 | Q     |
| 5    | 2       | 4    | Reino Unido    | Luke Greenbank (54.28) James Wilby (59.47) Jacob Peters (51.91) Lewis Burras (47.90)                                      | 3:33.56 | Q     |
| 6    | 2       | 3    | China          | Xu Jiayu (53.72) Qin Haiyang (59.37) Wang Changhao (51.94) Pan Zhanle (48.58)                                             | 3:33.61 | Q     |
| 7    | 3       | 2    | Alemanha       | Ole Braunschweig (53.95) Lucas Matzerath (1:00.00) Jan Eric Friese (51.73) Rafael Miroslaw (48.30)                        | 3:33.98 | Q     |
| 8    | 2       | 7    | Áustria        | Bernhard Reitshammer (53.99) Valentin Bayer (59.79) Simon Bucher (51.36) Heiko Gigler (47.92)                             | 3:34.06 | Q,    |
| 9    | 3       | 3    | Japão          | Ryosuke Irie (53.31) Ryuya Mura (1:00.08) Naoki Mizunuma (52.66) Katsuhiro Matsumoto (48.12)                              | 3:34.17 |       |
| 10   | 2       | 8    | Brasil         | Guilherme Basseto (54.81) João Gomes Júnior (59.50) Matheus Gonche (52.18) Luiz Gustavo Borges (48.17)                    | 3:34.66 |       |
| 11   | 3       | 6    | Canadá         | Javier Acevedo (53.52) James Dergousoff (1:01.06) Joshua Liendo (51.26) Ruslan Gaziev (48.78)                             | 3:35.62 |       |
| 12   | 1       | 4    | Espanha        | Hugo González (53.67) Carles Coll (1:01.10) Alberto Lozano (52.44) Sergio de Celis (48.89)                                | 3:36.10 |       |
| 13   | 1       | 3    | Coreia do Sul  | Lee Ju-ho (53.04) Moon Seung-woo (1:00.33) Cho Sung-jae (52.72) Hwang Sun-woo (49.19)                                     | 3:36.28 |       |
| 14   | 2       | 2    | Grécia         | Evangelos Makrygiannis (53.43) Konstantinos Meretsolias (1:00.17) Konstantinos Stamou (52.48) Dimitrios Markos (49.28)    | 3:36.36 |       |
| 15   | 2       | 9    | Taipé Chinesa  | Chuang Mu-lun (55.65) Cai Bing-rong (1:03.17) Wang Kuan-hung (53.39) Wang Hsing-hao (50.00)                               | 3:42.21 |       |
| 16   | 2       | 1    | Vietname       | Trần Hưng Nguyên (58.53) Phạm Thanh Bảo (1:03.66) Hồ Nguyễn Duy Khoa (55.37) Hoàng Quý Phước (50.13)                      | 3:47.69 |       |
| 17   | 3       | 9    | Paraguai       | Charles Hockin (56.68) Renato Prono (1:04.35) Ben Hockin (54.75) Matheo Mateos (52.54)                                    | 3:48.32 |       |
| 18   | 3       | 0    | Tailândia      | Tonnam Kanteemool (53.41) Dulyawat Kaewsriyong (1:05.15) Navaphat Wongcharoen (53.80) Ratthawit Thammananthachote (53.69) | 3:50.05 |       |
| 19   | 1       | 5    | Hong Kong      | Lau Shiu Yue (56.88) Adam Chillingworth Nicholas Lim Ian Ho                                                               | DSQ     | DSQ   |
| 19   | 3       | 7    | Lituânia       | Erikas Grigaitis (55.61) Andrius Šidlauskas Deividas Margevičius Danas Rapšys                                             | DSQ     | DSQ   |
| 19   | 2       | 0    | Israel         | | DNS     | DNS   |
| 19   | 3       | 1    | Singapura      | | DNS     | DNS   |
| 19   | 3       | 8    | Egito          | | DNS     | DNS   |

### Final
A final foi realizada em 25 de junho às 19:20.
| Pos.              | Raia | Nacionalidade  | Nadadores                                                                                             | Tempo   | Notas            |
| ----------------- | ---- | -------------- | --- | ------- | ---------------- |
| Medalha de ouro   | 3    | Itália         | Thomas Ceccon (51.93) Nicolò Martinenghi (57.47) Federico Burdisso (50.63) Alessandro Miressi (47.48) | 3:27.51 | =                |
| Medalha de prata  | 4    | Estados Unidos | Ryan Murphy (52.51) Nic Fink (57.86) Michael Andrew (50.06) Ryan Held (47.36)                         | 3:27.79 |                  |
| Medalha de bronze | 2    | Reino Unido    | Luke Greenbank (53.81) James Wilby (58.82) James Guy (51.23) Tom Dean (47.45)                         | 3:31.31 |                  |
| 4                 | 6    | Austrália      | Isaac Cooper (54.29) Zac Stubblety-Cook (59.88) Matthew Temple (50.75) Kyle Chalmers (46.89)          | 3:31.81 |                  |
| 5                 | 5    | França         | Yohann Ndoye Brouard (53.08) Antoine Viquerat (1:00.34) Léon Marchand (51.50) Maxime Grousset (47.45) | 3:32.37 |                  |
| 6                 | 1    | Alemanha       | Ole Braunschweig (53.94) Lucas Matzerath (59.32) Jan Eric Friese (51.03) Rafael Miroslaw (48.34)      | 3:32.63 |                  |
| 7                 | 8    | Áustria        | Bernhard Reitshammer (54.38) Valentin Bayer (59.73) Simon Bucher (51.04) Heiko Gigler (47.65)         | 3:32.80 | Recorde nacional |
| 8                 | 7    | China          | Wang Shun (55.19) Qin Haiyang (59.44) Wang Changhao (51.38) Pan Zhanle (48.61)                        | 3:34.62 |                  |

Legenda
| Recorde mundial       | Recorde mundial (World record)               |                       | Recorde africano                      | Recorde africano (African) |                                           | Q | Classificado por posição (Qualified) |
| Recorde do campeonato | Recorde do campeonato (Championship record)  | Recorde da América    | Recorde da América (Americas)         | q                          | Classificado por melhor tempo (Qualified) |   |                                      |
| Melhor marca do ano   | Melhor marca do ano (World leading)          | Recorde asiático      | Recorde asiático (Asian)              | DNS                        | Não largou (Did not start)                |   |                                      |
| Recorde nacional      | Recorde nacional (National record)           | Recorde europeu       | Recorde europeu (European)            | DNF                        | Não terminou (Did not finish)             |   |                                      |
| Recorde pessoal       | Recorde pessoal do atleta (Personal best)    | Recorde da Oceania    | Recorde da Oceania (Oceania)          | DSQ / DQ                   | Desclassificado (Disqualified)            |   |                                      |
| Recorde da temporada  | Recorde da temporada do atleta (Season best) | Recorde sul-americano | Recorde sul-americano (South America) | NM                         | Sem marca (No mark)                       |   |                                      |